# Euvaldo Lodi
Euvaldo Lodi (Ouro Preto, 9 de março de 1896 – Jundiaí, 19 de janeiro de 1956) foi um empresário, engenheiro e político brasileiro.

## Biografia
Filho de imigrantes italianos, formou-se na Escola de Minas e Metalurgia, em 1920 . Trabalhou na construção de estradas, na exploração de minas de ferro e de carvão e na instalação de fornos metalúrgicos em Minas Gerais. Fundou uma usina siderúrgica em Caeté e dirigiu várias empresas dos ramos siderúrgico, metalúrgico e têxtil.
Elegeu-se, na condição de deputado classista, para a Assembleia Nacional Constituinte que elaborou a Constituição Brasileira de 1934. Foi um dos sete deputados classistas eleitos pelos representantes da indústria para a Câmara, segundo-vice-presidente da Casa e membro da Comissão de Finanças. Ficou no Congresso até 1937, quando o Estado Novo fechou o parlamento.
Foi o primeiro presidente Confederação Nacional da Indústria (CNI), a qual ajudou a organizar. Fundou também o SENAI (1942) e o SESI (1946).
Em 1947, elegeu-se novamente deputado federal por Minas Gerais, reelegendo-se três anos depois. Integrou o Conselho Econômico e Social das Nações Unidas, assim como a presidência da Comissão Econômica para a América Latina (CEPAL) e da Federação das Indústrias do Estado do Rio de Janeiro (FIERJ). Presidiu a CNI até 1954, quando voltou a ocupar o cargo de deputado federal.
Presidiu a Fábrica de Tecidos de Seda Santa Helena, em Petrópolis, no Rio de Janeiro. Lá se destacou também como patrono do Cruzeiro do Sul Futebol Clube e promoveu um jogo entre Flamengo e Bangu em 1950 onde Domingos da Guia atuaria pela última vez na carreira.
Durante seu mandato Euvaldo Lodi faleceu em acidente automobilístico no estado de São Paulo.